# 열두 번째 용의자
"열두 번째 용의자"는 2019년에 개봉한 대한민국의 영화이다. 제23회 부천국제판타스틱영화제 폐막작으로 선정되었다.

## 줄거리
한국전쟁이 종료된 1953년. 아직은 전쟁의 여파가 가시지 않은 서울, 명동의 오리엔타르 다방에 한 남자가 찾아온다. 뿌연 담배연기가 가득한 다방에는 문인과 화가가 환담을 나누고 있다. 문득 남산에서 벌어진 살인사건을 화제에 올리고 곧 육군 특무대 상사라 밝힌 남자가 다방에 모인 사람들을 추궁하기 시작한다. 

## 캐스팅
- 김상경 : 김기채 역
- 허성태 : 노석현 역
- 김동영 : 박인성 역
- 박선영 : 장선화 역
- 정지순  : 우병홍 역
- 장원영  : 문봉우 역
- 김지훈  : 오행출 역
- 남연우  : 장혁 역
- 나도율  : 김혁수 역
- 김희상  : 이기섭 역
- 한지안 :  최유정 역
- 동방우 : 신윤치 역
- 남성진  : 백두환 역

## 영화 정보
- 제23회 부천국제판타스틱영화제 폐막작으로 선정되었다.[2]

## 같이 보기
- 2019년 대한민국의 영화 목록